# Tábua de duas rodas autoequilibrada

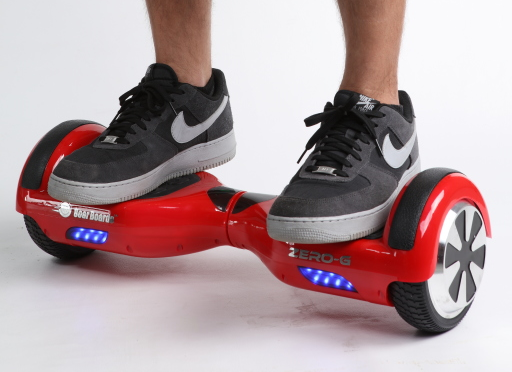

Uma tábua de duas rodas autoequilibrada é um veículo de bateria portátil, recarregável. Consta de duas rodas unidas por duas pequenas plataformas as quais contam com um mecanismo de equilíbrio interno sobre as quais o usuário está parado. O dispositivo é controlado pelos pés do usuário através de sensores e um sistema de giroscópio integrado nas plataformas. O veículo foi lançado na China e chegou a ser popular nos Estados Unidos após que numerosas celebridades fossem vistas usando o dispositivo no ano 2015. Não há nenhum nome universalmente consensual para o dispositivo, já que seus vários nomes são atribuíveis às empresas que distribuem o produto e não a seus fabricantes chineses.
A diferença dos verdadeiros hoverboard, inspirados na tabela flutuante dos filmes Voltar ao futuro II e Voltar ao futuro III, estes dispositivos têm duas rodas e um giroscópio para manter o equilíbrio, mas não um manípulo de manejo como seus antecessores os Segway. Para manter-se equilibrado, controla-se o movimento da tabela com os pés. Apoia-se para adiante pressionando com os dedos dos pés para avançar. Para retroceder, apoia-se para atrás com os tornozelo. Para cruzar, à direita apoia-se para adiante com o pé esquerdo e para atrás com o direito. Internamente, a tabela tem um motor na cada roda e sensores para detetar o apoio para adiante ou para atrás. Esta informação é enviada a um controlador o qual envia ordens ao giroscópio e aos motores, o qual se traduz num movimento equilibrado.

## Incidentes
Em Dezembro de 2015, em Londres, na Inglaterra, um jovem de 15 anos morreu atropelado por um autocarro (ônibus) depois de cair de uma tabela equilibrada. Uma testemunha indicou que o jovem não parecia seguro no uso da tabela e terminou avançando até cruzar com o autocarro.
Quanto às baterias, apresentaram-se problemas de combustão em tabelas alojadas em depósitos e em casas pelo que várias linhas aéreas têm proibido o transporte destes dispositivos por avião. O problema ocorre devido a um inadequado empacotar das baterias.
A loja em linha Amazon.com no Reino Unido retirou as tábuas autoequilibradas de seu catálogo, exorta a seus clientes a levar as tábuas adquiridas a pontos de reciclagem e propõe devolver o dinheiro.